# 市镇分区 (比利时)

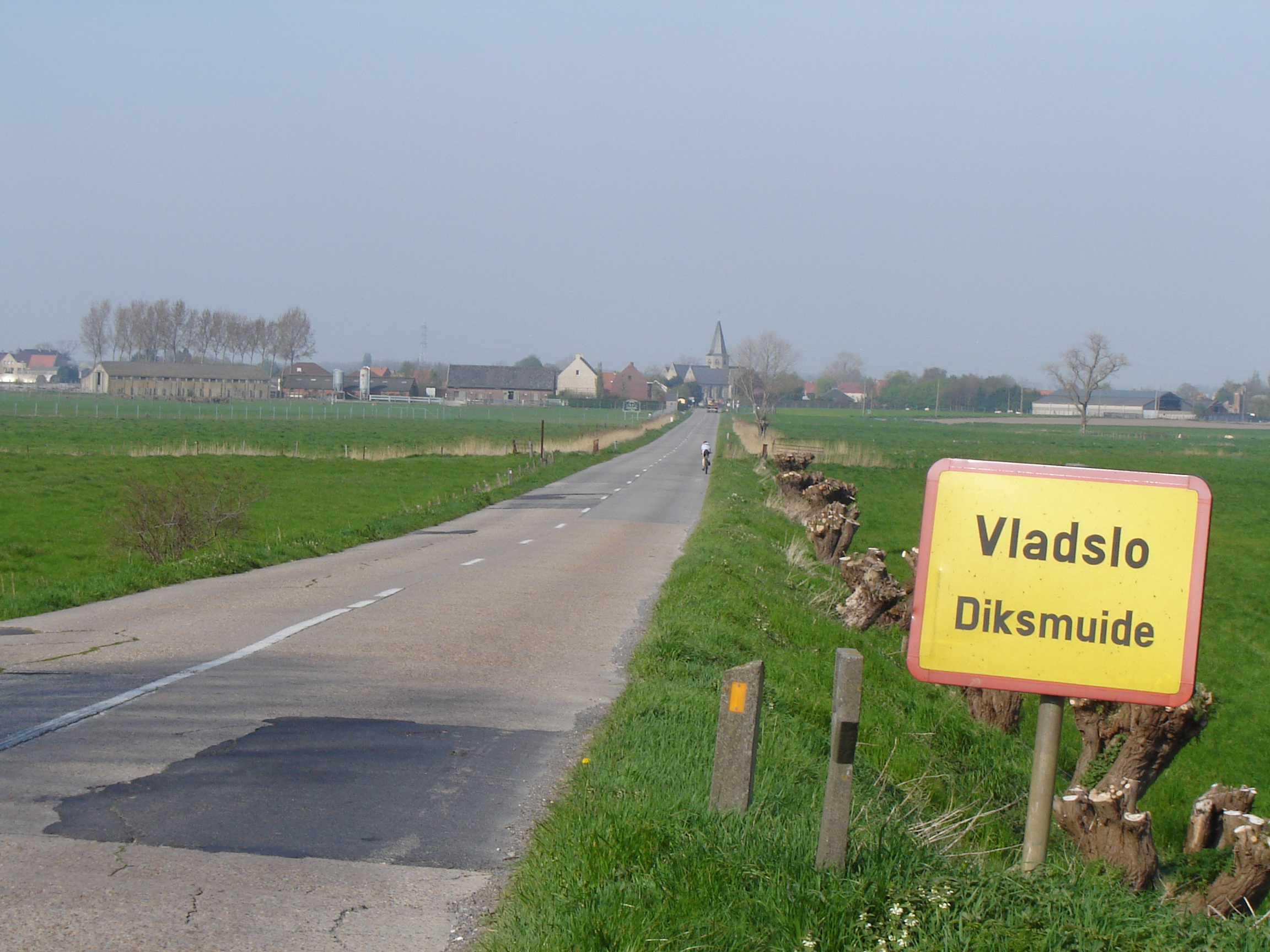
迪克斯迈德市分市镇弗拉兹洛边界的地名标志

20世纪60-70年代，比利时市镇进行了大合并，1983年有数个市镇并入安特卫普，2019年与2025年，又有数个市镇进行了合并。若一个市镇是由数个原有市镇合并而成的，则合并之前的原有市镇被称为合并后市镇的分市镇（荷蘭語：deelgemeente）或片区（法語：section），此外亦称合并前市镇（法語：commune avant fusion）、旧市镇（法語：ancienne commune）、城区（德語：Stadtteil，用于城市）或地方区（德語：Ortsteil，用于非城市的普通市镇）。分市镇/片区一般指20世纪60-80年代被合并的原有市镇（21世纪被合并的市镇一般不属于分市镇/片区，因为这些市镇多数是在20世纪60-80年代由其他市镇合并而成的，其本身就包含多个分市镇/片区），不过也有例外，例如市镇哈伦、拉肯、下-上亨贝克和布鲁塞尔早在1921年就已合并为今天的布鲁塞尔城，但它们也是布鲁塞尔城的分市镇/片区；20世纪70年代开发的新城新鲁汶也被认为是一个片区，拥有自己的邮政编码，但它从未成为过独立的市镇。
分市镇/片区没有行政职能，但保留着邮政编码，且在日常交流中被会提及。许多市镇还在各分市镇/片区的边界上设置地名标志。

## 区
在比利时，人口超过10万的城市可将其分市镇/片区称为“区”（荷蘭語：district），有自己的区议会和区理事会。目前只有安特卫普行使这一权利。